# イサーク・ファン・オスターデ
イサーク・ファン・オスターデ（Isaac van Ostade、1621年6月2日（洗礼日）– 1649年10月16日（葬礼日））はオランダの画家である。オランダ黄金時代の風俗画の分野で重要な画家、アドリアーン・ファン・オスターデの弟である。風俗画や風景画を描いた。

## 経歴
ハールレムに生まれた。兄のアドリアーンとは11歳違いで、兄から絵画を学んだ。1639年から画家として活動を始め、1643年にハールレムの画家組合のメンバーになった。兄のスタイルに影響を受けていたが、当時、名声を得ていたレンブラントの作品からも影響を受けていたとされ、たとえばレンブラントの『屠殺された牛』に似た題材である、解体された豚という題材で何点かの作品を残している。
室内での人物画を得意とした兄の影響を離れて、冬の戸外の風景を題材にするようになり、独自のスタイルを持つようになったとされる。28歳という年齢で亡くなったが、350点ほどの作品を制作している。

## 作品

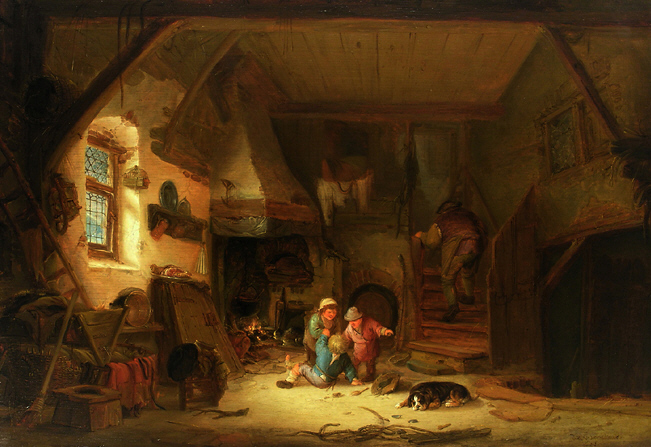
子供のいる室内画
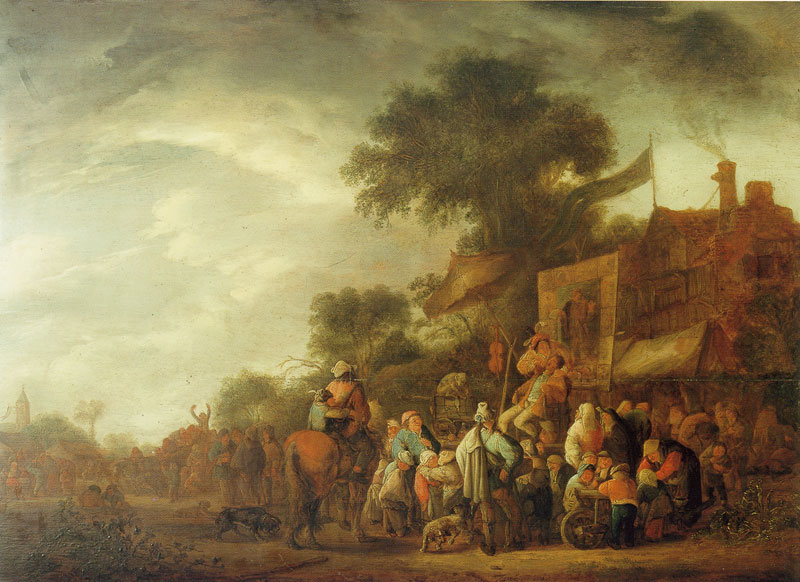
偽医師
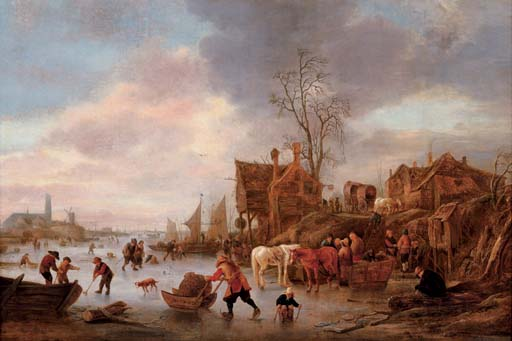
凍った運河で村人が楽しむ冬の景色

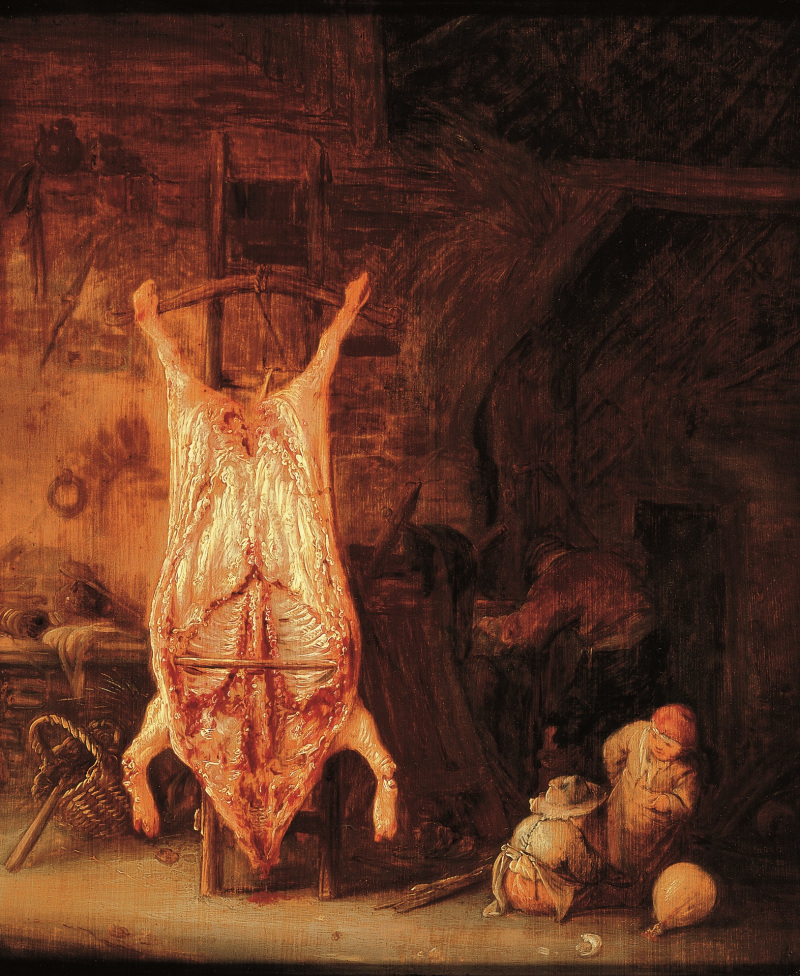
解体された豚と農民
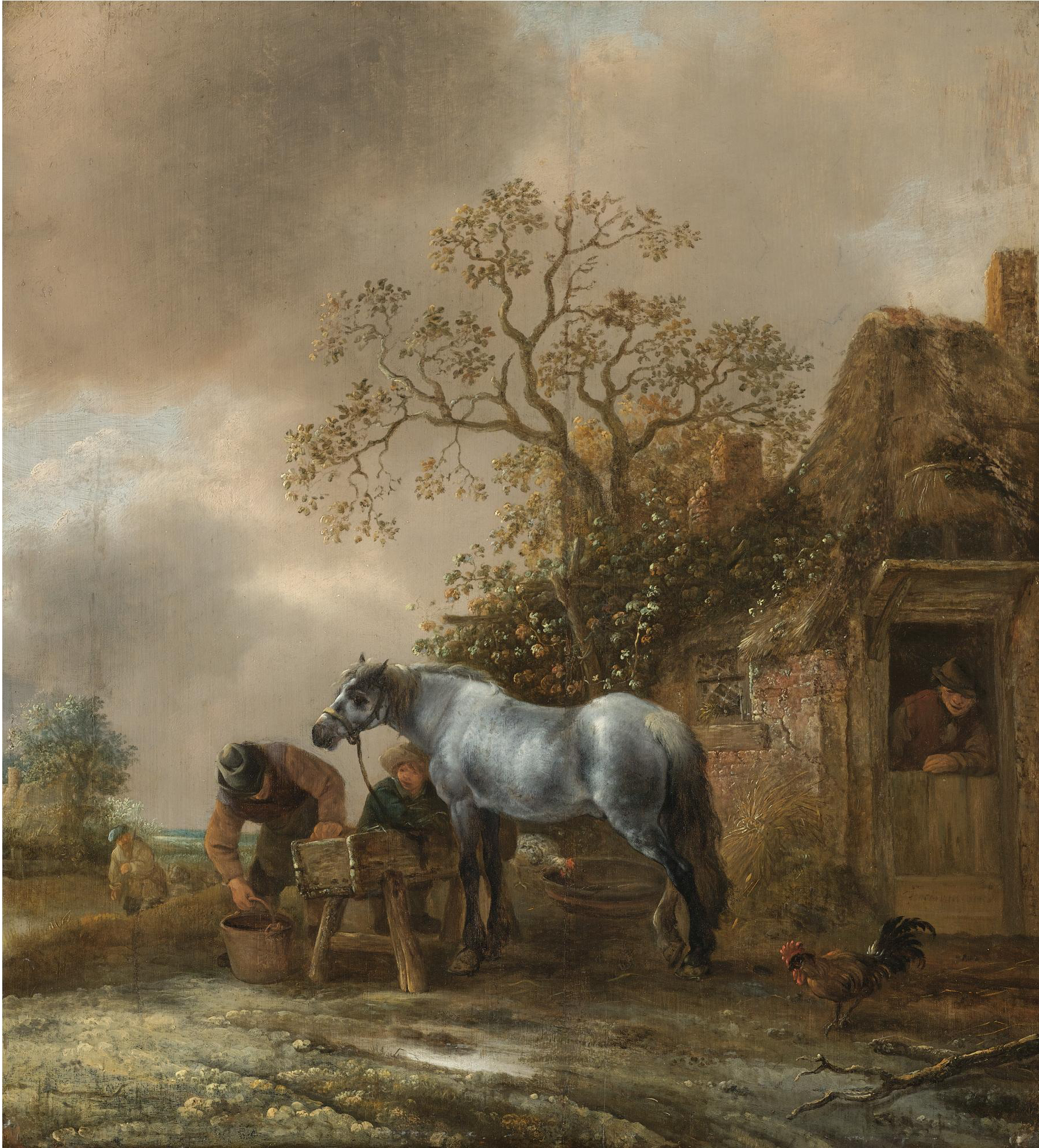
馬に餌をやる農民
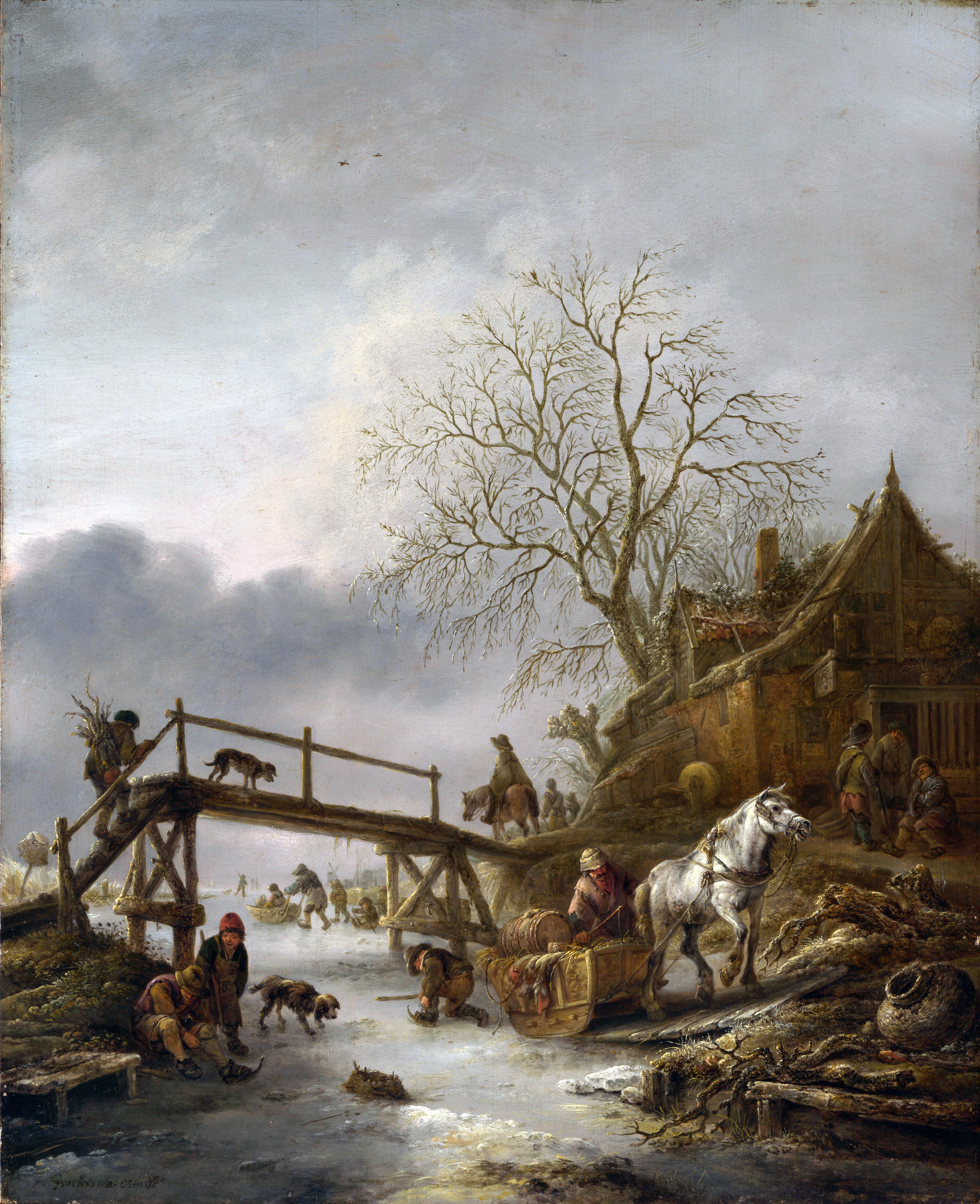
冬の風景 (1640s)
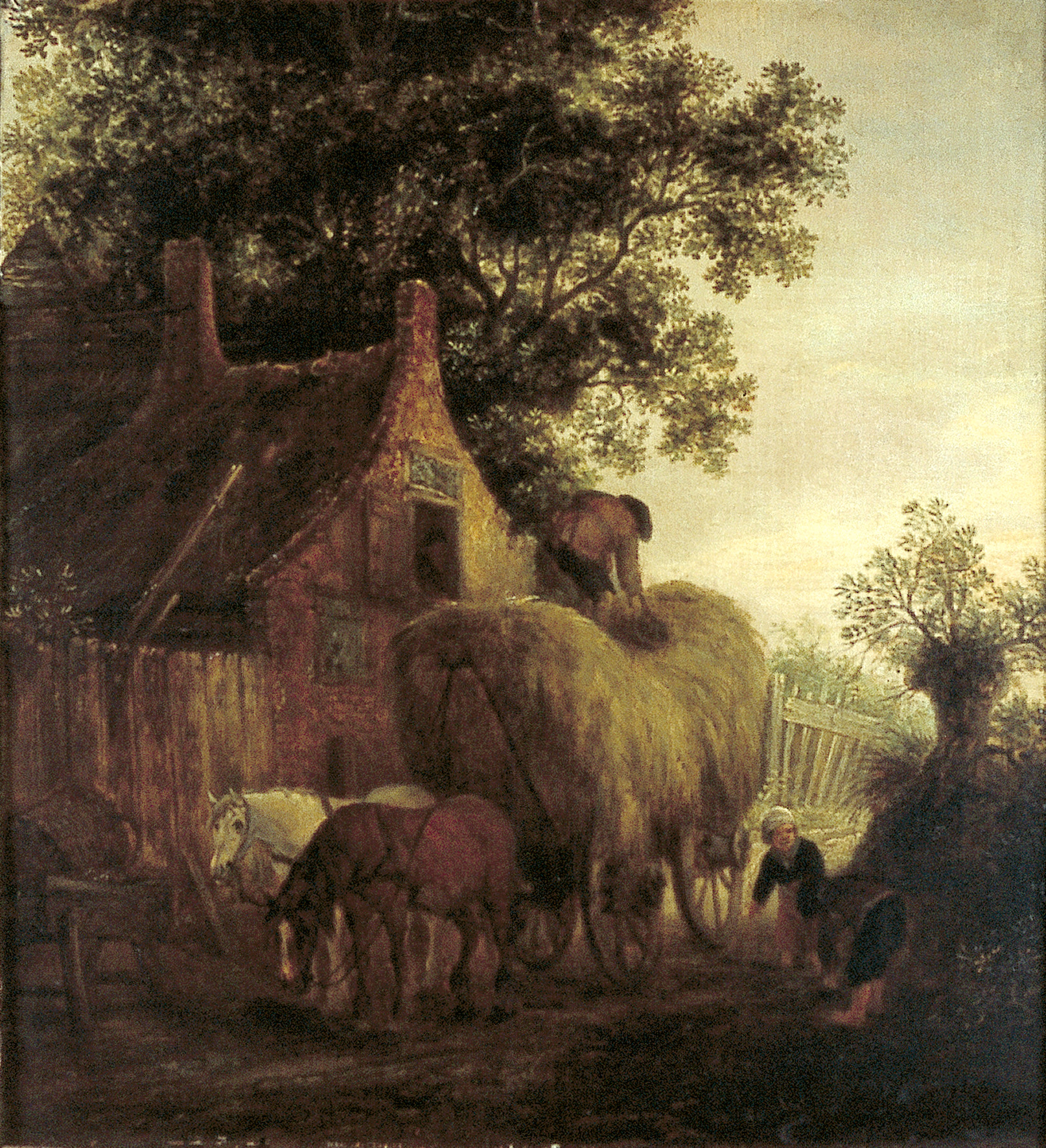
藁を積んだ荷車と農家